# Menyhárt József (festőművész)
Menyhárt József (Debrecen, 1901. szeptember 22. – Debrecen, 1976. május 1.) magyar festőművész és grafikus.

## Életpályája
Menyhárt József egy tehetséges műbútorasztalos és egy törékeny egészségű varrónő gyermekeként született. A kétéves korától félárva, majd 14 évesen teljesen árva fiatalembert a debreceni piaristák vették pártfogásukba. Lehetővé téve gimnáziumi tanulmányainak befejezését, felvették ingyenes internátusukba a Theresianumba, így 1920-ban a debreceni Piarista Gimnáziumban érettségizett. Tehetsége hamar kibontakozott. Rajztanára kijárt számára egy városi ösztöndíjat a Képzőművészeti Főiskolára. Életkörülményei és törékeny szervezete nem tették lehetővé a budapesti tanulmányokat. Ezért 1921-től 1946-ig írnoki, majd később pénztári ellenőri állást vállalt a város adóhivatalában.
Művészeti álmait nem adta fel. Valójában autodidakta volt. Már családos ember volt, amikor beiratkozott Toroczkay Oszvald festőiskolájába (1926–1928). A fametszés technikájára és szemléletére Gáborjáni Szabó Kálmán tanította meg, aki akkor a Református Kollégium Tanítóképzőjének rajztanára volt.
Bár Menyhárt életcélja a festővé válás volt, első nemzetközi sikereit a fametszet műfajában aratta. 1947–1962 között a Déri Múzeum művész–restaurátora volt. Eközben művészi pályája, fejlődése egyenes vonalban haladt előre. Grafikája mellett teljes skálában kibontakozott festészete is. Festményei, fametszetei, rézkarcai járják az országot, világot széles körű elismerést aratva és több kitüntetést szerezve alkotójuk számára.

## Társasági tagsága
- 1932-től a Debreceni Képzőművészek és Műpártolók Egyesületének tagja
- 1935-től az Ajtósi Dürer Céh tagja és pénztári ellenőre
- 1940-ben a Magyar Grafikus Művészek Egyesületének tagjává választották
- 1945-ben a debreceni Ady Társaság  tagja
- 1946-tól a művészek Szakszervezetének debreceni titkára
- 1947-ben felvették a Magyar Rézkarcoló Művészek Egyesületébe
- 1952-től tagja a Magyar Népköztársaság Képzőművészeti Alapjának
- 1965-től több éven át titkára a Magyar Képzőművészek Szövetsége Kelet magyarországi Területi Szervezetének

## Művészete
Menyhárt József elmélyedő, meditatív egyéniség. Művészetét mély, hangulati realizmus jellemzi. Festészetének témaköreit szociális témájú képeinek sora nyitja meg. A művész egész életében, munkásságában a szegények, szenvedők, elesettek felé fordul.Az önarckép gyakran szerepel motívumai között, szinte minden évtizedben készített egyet-egyet. Menyhárt legkedvesebb témája a csendélet, a virágok, a gyümölcsök, az enteriőrök világa, a képeinek majdnem fele ebbe a csoportba tartozik. Számos festményén örökíti meg Debrecen régi kisvárosias utcáit, egy-egy jellegzetes udvart. Fametszetein eleinte az expresszív fény és vonalhatásokra épülő stílus uralkodik. Később témaköre gazdagodik, technikája szinte  tökéletessé fejlődik, mely lehetővé teszi számára a tökéletes plasztikai megjelenítést, valamint a hangulati elemek felidézését. Festői látásmódja, kitűnő komponáló készsége fametszetein is érvényesül. A puha, tónusos formák eluralkodása, az éles fekete-fehér ellentétek enyhülése jellemzi az ötvenes évek utáni korszakát.
Menyhárt művészetének sokrétűségéről vallanak akvarelljei, vegyes technikával készült munkái, rajzai, könyv illusztrációi, ex librisei.

## Művei közgyűjteményekben
Menyhárt József munkái megtalálhatók a chicagói Művészeti Múzeumban, a Magyar Nemzeti Galériában, a Művelődési Minisztériumban, a békéscsabai Munkácsy Múzeumban, a Várpalotai Galéria gyűjteményeiben, a debreceni Déri Múzeumban, találkozhatunk velük Debrecen közintézményeinek, művelődési intézményeinek falain s szerte az országban magánosok birtokában.

## Kiállításai

### Egyéni
- 1938 Antwerpen, grafikai kiállítás az „Akos” művészeti egyesület meghívására
- 1960 Debrecen, Medgyessy Terem
- 1962 Debrecen, Déri Múzeum /gyűjteményes kiállítás/
- 1964 Poznan, grafikai kiállítás
- 1965 Debrecen, Medgyessy Terem
- 1965 Budapest, grafikai kiállítás
- 1965 Tarnow, grafikai kiállítás
- 1970 Minszk, grafikai kiállítás
- 1970 Viseu, grafikai kiállítás
- 1973 Debrecen, Járműjavító Művelődési Ház
- 1974 Jászberény, grafikai kiállítás
- 1975 Veszprém, grafikai kiállítás
- 1975 Pápa, grafikai kiállítás
- 1975 Debrecen, TIT
- 1976 Debrecen, Medgyessy Terem
- 1976 Debrecen, Pedagógus Művelődési Ház grafikai kiállítás
- 1977 Leninváros, Derkovits Gyula Művelődési Ház, grafikai kiállítás
- 1977 Leninváros, TVK kultúrterme, grafikai kiállítás
- 1977 Debrecen, KPVDSZ Művelődési Ház

### Csoportos
- 1931 Debrecen, Déri Múzeum
- 1936 Debrecen, Déri Múzeum
- 1936 Varsó, II. nemzetközi fametszet kiállítás
- 1939 Chicago, grafikai kiállítás
- 1940 Budapest, Műcsarnok
- 1948 Stockholm
- 1948 Budapest
- 1949 Róma, magyar fametsző művészek kiállítása
- 1959 Budapest, „Alföld a festészetben.” c.kiállítás
- 1961 Miskolc, I. Országos Grafikai biennálé
- 1962 Párizs, IX. Ex libris Kongresszus
- 1964 Krakkó, X. Ex libris Kongresszus
- 1966 Hamburg, XI. Ex libris Kongresszus
- 1968 Como, XII. Ex libris Kongresszus
- 1970 Budapest, XIII. Ex libris Kongresszus

## Díjai, elismerései
- 1936 Varsóban az Institute de Propagande de l’Art nemzetközi kiállítás díja
- 1946 Nancy – diplôme d’honneur
- 1948 Debrecen város centenáris Petőfi díja
- 1962 Párizs nemzetközi IX. Ex libris Kongresszus-bronz érem
- 1967 Munka Érdemrend ezüst fokozat
- 1968 Debrecen város és Hajdú-Bihar megye Művészeti díja
- 1972 SZMT elnöksége Képzőművészeti díja